# Dolești, Alba
Dolești este un sat în comuna Avram Iancu din județul Alba, Transilvania, România.